# Jnana-yoga
Jñāna-yoga (spreek uit dznjana joga) is een van de hoofdtakken van de yoga en wordt al beschreven in de oude Upanishads, de filosofische porties van de Veda's die de schriftelijke basis van het hindoeïsme vormen. Jñāna-yoga kan het best worden vertaald als 'de weg van het directe inzicht door middel van zelfkennis'. Deze weg is voornamelijk filosofisch van aard (vergelijk het met het aan jñāna verwante woord gnosis), maar, in tegenstelling tot wat men in het westen meestal onder filosofie verstaat, niet speculatief, maar experimenteel.
Jñāna-yoga zoekt op spiritueel-filosofische gronden naar een bevrijding uit de wereld van vreugde en verdriet, succes en falen, geboorte en dood, goed en kwaad etc. De benadering van jñāna-yoga is rationeel-experimenteel en als zodanig niet gebaseerd op enige godsdienst, geloof of doctrine.

## Kwalificaties
De klassieke, traditionele jñāna-yoga kent vier hoofd-kwalificaties (sadhana chatushtaya) om tot bevrijding te komen:
- Viveka - Onderscheidend vermogen: Het is mogelijk het verschil te onderkennen tussen datgene wat onveranderlijk en eeuwig is, Brahman, en dat wat veranderlijk en tijdelijk is (al het andere, d.w.z. alle verschijnselen).
- Vairagya - Bevrijding van alle passie: Door inzicht in de aard van het tijdelijke komt men er langzaam toe om de zgn. passies, met name hebzucht, genotzucht en prestatiezucht, los te laten vanwege hun verslavende werking.
- Shad-sampat - Zes deugden: shama, beheersing van de geest; dama, beheersing van de zintuigen; uparati, innerlijke stabiliteit en welbehagen; titiksha, geduldig en gelijkmoedig volharden; shraddha, diep vertrouwen in de woorden van de goeroe, in de geschriften en in zichzelf; samadhana, perfecte innerlijke concentratie op het gestelde doel.
- Mumukshutva - Het intense verlangen naar bevrijding, moksha of mukti geheten.

## 'Ken u zelve'
Het doel van jñāna-yoga is het verkrijgen van zelfkennis of beter gezegd een wezenlijk, definitief inzicht in de ware aard van het bewustzijn zelf dat aan de basis van het leven staat. Het betreft dus geen louter zintuiglijke of theoretische kennis. Om tot een dergelijk wezenlijk inzicht te komen vraagt van de aspirant constant en gedegen, diepgaand (zelf)onderzoek, (atma)vichara geheten. Het hele proces kent drie fasen: sravana, de informatieve fase: studie van de geschriften en luisteren naar de woorden van de goeroe; manana, reflectie en verwerking; nididhyasana, absorptie en realisatie.  

Zuiver bewustzijn is aan het goddelijke gelijk.
In wezen is het louter gelukzaligheid.
In waarheid bestaat er niets anders dan dat.

Dit ontwaken en realiseren van de aard van ons diepste wezen en daarmee van de totaliteit van alle bestaan noemt men zelfverwerkelijking of zelfrealisatie. Vaak gaat het in eerste instantie om een kort flitsend inzicht dat weer wegebt en vaak achteraf wordt geïnterpreteerd als een bijzondere ervaring. Maar het geeft de aspirant spirituele zekerheid en vormt een grote stimulans om door te gaan op de ingeslagen weg.

## Maya
Binnen de schriftelijke traditie van het hindoeïsme wordt door de eeuwen heen het begrip maya gehanteerd, dat vaak verkeerdelijk met het woord 'illusie' wordt vertaald. Het begrip maya is echter geïntroduceerd als concessie aan de kennelijke kracht (shakti) van de relatieve werkelijkheid, een handreiking om de caleidoscopische manifestatie van immer veranderlijke verschijnselen te duiden. De eeuwige en onveranderlijke werkelijkheid, Brahman, verschijnt als het ware door toedoen van maya als de wereld van tijdelijke verschijnselen die, hoe wisselvallig en paradoxaal ook, voor het onverlichte individu een feitelijke realiteit vormt. Alles wat zich manifest kenbaar maakt, zowel in uiterlijke, fysische als innerlijke, psychische zin, valt hieronder.
Onder invloed van de versluierende projecties van maya vergeet het individu zijn ware wezen als het ware en lijkt het voorgoed te worden ondergedompeld in metafysische onwetendheid (avidya). Zo raakt het verstrikt in de cyclus van geboorte, dood, wedergeboorte etc. met alle conditioneringen van dien. De bron van alle ellende ligt in de vereenzelviging met het idee: 'Ik ben mijn lichaam en mijn geest (denken-voelen-willen) - een onafhankelijk, op zichzelf staand individu'. Dit is de grote verknoping die ontward moet worden. Jñāna-yoga beoogt dit door de ware individualiteit van de persoon als zuiver, ongedeeld bewustzijn aan het licht te brengen. 

## Realisatie
Jñāna ofwel kennis is de realisatie dat het individu in werkelijkheid het tijdloze, keuzeloze bewustzijn altijd al geweest is. De term 'jñāna-yoga' is daarom eigenlijk niet van toepassing, omdat er geen sprake is van 'yoga' of 'vereniging', maar van realisatie, een diep en waarachtig herkennen. 'Degene die Brahman kent, wordt Brahman', aldus de Mundaka Upanishad (III,2,9). Deze realisatie is dus geen ervaring of gebeurtenis in de tijd. Ook gaat het hier niet om de 'unio mystica' of een andere vorm van transcendentie. De aspirant herkent en realiseert enkel datgene wat hij aldoor geweest is: zuiver, tijdloos bewustzijn, immer vrij van enige dualiteit - het eeuwig ongemanifesteerde en onveranderlijke Zelf.

Het leek alsof er gebeurtenissen plaatsvonden die een bepaalde betekenis hadden, en het leek alsof de wil daarop reageerde op velerlei wijzen, maar in feite betekende dat alles niets, omdat alles eenvoudig 'is', en alles nooit meer of minder is dan 'te zijn'.
En het is dit 'zijn' dat goddelijk is.

Voor de zelf-gerealiseerde (de zogenaamde jñāni) mens wordt het leven intentieloos, zonder enig persoonlijk belang. Zo iemand zal steeds precies zo handelen zoals het in een gegeven situatie voor iedereen het beste is. Zijn handelen is even natuurlijk als zijn ademhaling, niet langer gekleurd of verkrampt door een persoonlijk zelfbewustzijn. Een dergelijke verlichte is een zegen voor de mensheid en de wereld is nooit zonder zulke mensen geweest. Voorbeelden van de klassieke jñāni zijn Adi Shankara (Sri Shankaracharya, ong. 788-800) en, meer recentelijk, Ramana Maharshi (1879-1950), Nisargadatta Maharaj (1897-1981) en Sri Atmananda (Krishna Menon, 1883-1959). Ook in het westen krijgt de filosofie van de non-dualiteit, de advaita, steeds meer bekendheid. In Nederland zijn Wolter Keers (1923-1985) en Alexander Smit (1948-1998) er bekende pioniers van geweest.